# 神龍教
在《鹿鼎記》中，神龍教為明末清初江湖一邪教，初期由教主洪安通及轄下五龍使等諸多武林人物所創。目的在於一統江湖，由神龍教來領導整個武林。最後神龍島被韦小宝帶領的清兵炮轟，倖存者最後被洪安通殺光，只留下蘇荃和韦小宝。

## 暗喻共產黨
金庸寫《鹿鼎記》之時，正值文化大革命。文字獄、語錄、歌功頌德、少年隊等等在現實中經常發生，故金學學者都認為神龍教是影射中國共產黨，洪安通的人物原型則是毛澤東。
金庸在2018年4月刊登於《紐約客》（The New Yorker）雜誌的專訪中承認，他筆下的江湖傳奇故事，其實就是現代政治寓言的展現。作者詢問金庸神龍教是否在暗喻共產黨，射鵰捕捉了共產黨帶來的創傷？金庸回答說：「你說神龍教的洪教主？是的，神龍教說的確實是共產黨。」他言下所指是他最後一部作品「鹿鼎記」中的神龍教教主洪安通。

## 地理位置
神龍教教址在遼東神龍島（蛇島），海路由西至塘沽口，西連京師、山海關，北至旅順口，北連長白山、雅克薩。

## 組織
轄下分為青、白、黑、黃、赤五龍，分別由五龍使掌管，另有若干武功高強的教眾，陸高軒負責療傷療毒。

## 宗旨
一統江湖

## 神龍教人物介紹

### 神龍教教主
- 洪安通

### 神龍教教主夫人
- 蘇荃

### 五龍使
- 青龍使：許雪亭，善用判官筆，以小巧之技招招點向對方周身要穴，武功勝過其他五龍使，與胖頭陀相若。
- 白龍使：鍾志靈→韦小宝
- 黑龍使：張淡月，慣用鴛鴦雙短劍。
- 黃龍使：殷錦，為人逢迎拍馬、见风使舵，真實本事平常。
- 赤龍使：無根道人，慣用雁翎刀。

### 教眾

#### 青龍門
- 胖頭陀
- 瘦頭陀

#### 白龍門
- 方怡
- 沐劍屏

#### 黑龍門
- 鄧炳春
- 毛東珠（假太后）
- 柳燕

#### 赤龍門
- 何盛
- 雲素梅

#### 其他
- 陸高軒

### 教徒
- 章老三、五龍門少年少女若干。

### 毒物
- 百涎丸，洪教主用一百種毒蛇，毒蟲的唾液，調制而成，冒稱大補雪參丸讓胖頭陀等人服下。
- 豹胎易筋丸，混合豹胎、鹿胎、海狗腎等珍奇材料煉製而成，是洪教主用來控制教眾的毒物，毒發時會讓人身形劇變。
- 百花蝮蛇膏，本身無毒，遇到鮮血，便生濃香，本是煉製香料的一門秘法，常人聞了，只有精神舒暢，常服『雄黃藥酒』之人聞到會筋骨酥軟。